# Épizon
Épizon község Franciaország Grand Est régiójában, Haute-Marne megyében. Lakosainak száma 156 fő (2022. január 1.). Épizon Germisay, Busson, Thonnance-les-Moulins, Roches-Bettaincourt, Leurville, Doulaincourt-Saucourt, Annonville, Chambroncourt, Morionvilliers, Domremy-Landéville és Germay községekkel határos.
2013. február 28-án a régi Épizon egyesült Pautaines-Augeville korábbi községgel. Az így létrejött új község neve szintén Épizon lett.

## Népesség
A település népességének változása:
| Lakosok száma | 187  | 168  | 159  | 159  | 159  | 158  | 156  |
|               | 2015 | 2017 | 2018 | 2019 | 2020 | 2021 | 2022 |